# Las Piedras (Canelones)
Las Piedras és una ciutat de l'Uruguai, ubicada al departament de Canelones, prop a la ciutat de Montevideo, la capital del país. És el centre urbà més poblat del departament, amb una població aproximada de 70.000 habitants, segons el cens de l'any 2005.

## Història

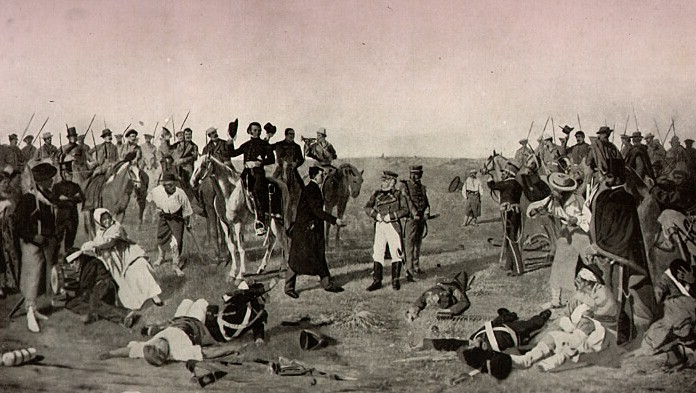
Pintura representativa de la Batalla de Las Piedras.

L'Associació Històrica de Las Piedras considera que el procés de fundació de l'actual Las Piedras va començar el 8 de març de 1744, quan Luis de Sosa Mascareñas rep com a donació un terreny d'una llegua quadrada. El primer nom de l'actual ciutat va ser San Isidro Labrador de Las Piedras i a partir de 1925 se la reconeix com ciutat. El seu nom té origen en haver estat una antiga zona d'explotació de pedra.
A la ciutat s'erigeix un obelisc que commemora una de les victòries més importants de l'exèrcit de José Gervasio Artigas sobre les tropes espanyoles. El 18 de maig de 1811 l'exèrcit oriental va derrotar a les tropes espanyoles al comandament de Gervasio Antonio Posadas en la denominada Batalla de Las Piedras.

### Actualitat
A causa de la proximitat amb la capital nacional, Montevideo (només a 20 quilòmetres), Las Piedras és el que es diu una ciutat "dormitori". Molts pedrenses estudien o treballen a la capital però viuen a Las Piedras. Més enllà d'això, Las Piedras és una ciutat amb vida pròpia. Té una estreta relació amb la vitivinicultura, la granja i l'hípica. També compta amb la presència de diverses firmes comercials de la capital que estableixen sucursals en el centre. Aquestes se sumen a importants empreses industrials i centres de serveis raguts també a la zona.

## Divisió administrativa

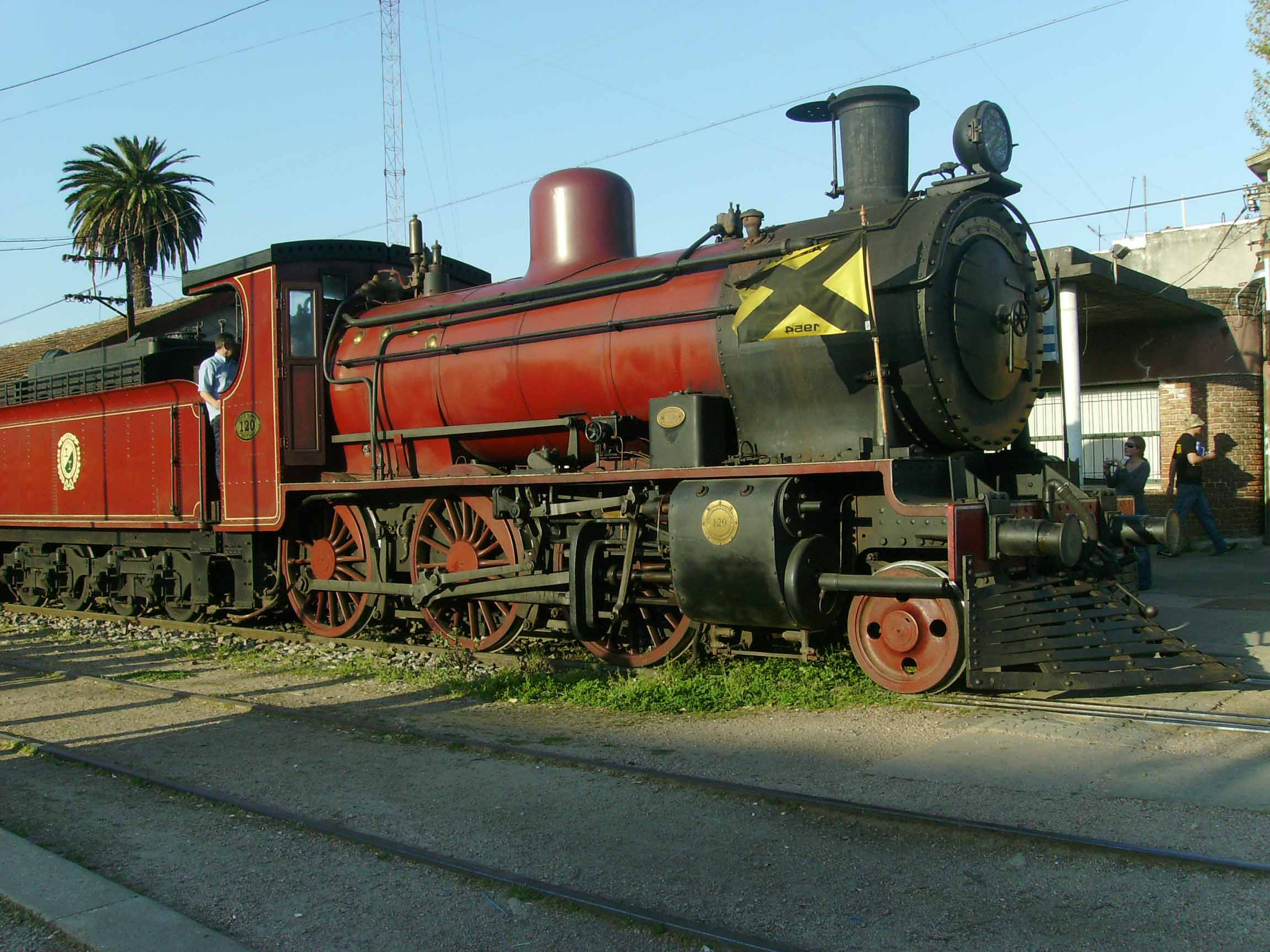
Locomotora a l'estació de Las Piedras.

Las Piedras pertany a la quarta secció del departament de Canelones i a causa de la seva gran extensió, té zones poblades i zones semirurals. Alguns dels seus barris són:
- Barri Centro
- Barri Obelisco
- Pueblo Nuevo
- Villa Foresti
- San Isidro
- Barri Herten
- Pilarica
- Barri Lenzi
- Razetti
- Santa Rita
- Zones semirurals de Canelón Chico i El Colorado.

## Població
Segons les dades del cens del 2004, Las Piedras tenia 69.222 habitants, essent, al costat de la Ciudad de la Costa, una de les dues ciutats més poblades del departament de Canelones i del país.
| Any  | Població |
| ---- | -------- |
| 1963 | 41.921   |
| 1975 | 53.331   |
| 1985 | 58.283   |
| 1996 | 66.584   |
| 2004 | 69.222   |

Font: Institut Nacional d'Estadística de l'Uruguai

## Govern
L'alcalde del municipi és Wilfredo Guadalupe (Front Ampli).